# Karl von Grimm
Karl Grimm, ab 1891 von Grimm, (auch Carl von Grimm, Carl Grimm; * 2. Februar 1830 in Karlsruhe; † 6. April 1898 ebenda), nobilitiert 1891, war ein deutscher Jurist, badischer Justizminister und Mitglied des Deutschen Reichstags.

## Leben
Grimm besuchte das Lyceum in Karlsruhe und von 1848 bis 1852 die Universitäten zu Heidelberg, Berlin und Freiburg im Breisgau. Während seines Studiums wurde er 1852 Mitglied der Burschenschaft Teutonia Freiburg. 1852 war er Rechtspraktikant und 1855 Referendar. Von 1859 bis 1864 war er Rechtsanwalt in Pforzheim, seit 1864 in Mannheim, wo er seit 1870 Fiskalanwalt bei sämtlichen Gerichtshöfen war. 1869 bis 1871 und 1875 bis 1881 war er Mitglied der II. Kammer der badischen Landstände als Abgeordneter der Stadt Mannheim. Von 1876 bis 1888 war er Justizminister in Baden und von 1874 bis 1877 war er Mitglied des Deutschen Reichstags für den Wahlkreis Baden 13 (Bretten, Eppingen, Sinsheim) und die Nationalliberale Partei. 1891 wurde ihm der erbliche Adel verliehen.